# ۴۶۲ (خورشیدی)
۴۶۲ چهارصد و شصت و دومین سال هجری خورشیدی است.